# Javier Pardo
Javier Pardo Siota (Allariz, 1 de octubre de 1996) es un piloto de rally español. Fue campeón de la categoría ERC2 en 2021 y subcampeón del ERC en 2022.

## Trayectoria

### Inicios: 2013-2017
Debutó como copiloto en 2013 al lado de su padre Francisco Javier Pardo en varias pruebas de tierra y al año siguiente ya con edad para conducir se pone a los mandos de un Fiat Punto HGT con el que participa en pruebas regionales. En 2015 participa en la Copa Aygo y en diversas pruebas regionales y del campeonato de España de tierra con diversas monturas: Fiat Punto HGT, Subaru Impreza STI, Peugeot 208 R2, Suzuki Swift y Peugeot 208 R2.
Al año siguiente participa con el apoyo de Rallycar y AR Vidal a los mandos del Peugeot 208 R2 en el nacional de tierra y el de asfalto casi en su totalidad, así como de nuevo en pruebas regionales de Galicia. Este año consigue, en el campeonato de tierra, sus primeros títulos: campeón de la Copa de España de Pilotos, campeón del Trofeo para vehículos 2RM y campeón del Trofeo Júnior. En 2017 se centra en el campeonato de asfalto que disputa al completo y logra un quinto puesto en Cantabria como mejor resultado y logra los títulos de: campeón del Trofeo de España 2RM, campeón del Trofeo de España Júnior, campeón del Trofeo de España R2 y subcampeón BkR2 júnior. Termina en la séptima posición de la general y logra un asiento como piloto oficial en el equipo Suzuki Motor Ibérica.

### Suzuki: 2018-2021
Cono Suzuki participa de manera completa en ambos campeonatos nacionales a los mandos del Suzuki Swift. En tierra consigue su primer podio en el rally de Pozoblanco y termina la temporada subcampeón, en asfalto logra un quinto puesto como mejor resultado y es sexto en la clasificación final. Logra dos títulos más: el trofeo júnior en ambas categorías y vence en la categoría N5 en tierra mientras que es segundo en asfalto por detrás de su compañero Joan Vinyes. Al año siguiente repite programa con Suzuki en el campeonato de asfalto donde logra su primer podio, un tercer puesto en el rally do Cocido mientras que en el certamen de tierra participa con un Škoda Fabia R5 donde suma tres podios (Lorca, Astorga y Granada) y se alza de nuevo con el subcampeonato y el campeonato júnior. En el recién creado Súper Campeonato de España suma un podio con Suzuki en Ourense y cuatro más con el Škoda Fabia R5 terminando en la cuarta plaza de la clasificación final. Este año de manera esporádica volvió a sentarse en el asiento de copiloto durante una prueba de rallymix en Galicia al lado de su pareja.
En 2020 continúa su vinculación con Suzuki participando en el nacional de asfalto con nueva montura, el Suzuki Swift R4LLY S y consigue por tercer año consecutivo el trofeo júnior así como el trofeo en la categoría R4. En 2021 da el salto al campeonato de Europa con Suzuki donde logra un décimo puesto en Azores como mejor resultado y se proclama campeón en la categoría ERC2 donde logra seis victorias de seis participaciones.

### 2022: subcampeón de Europa

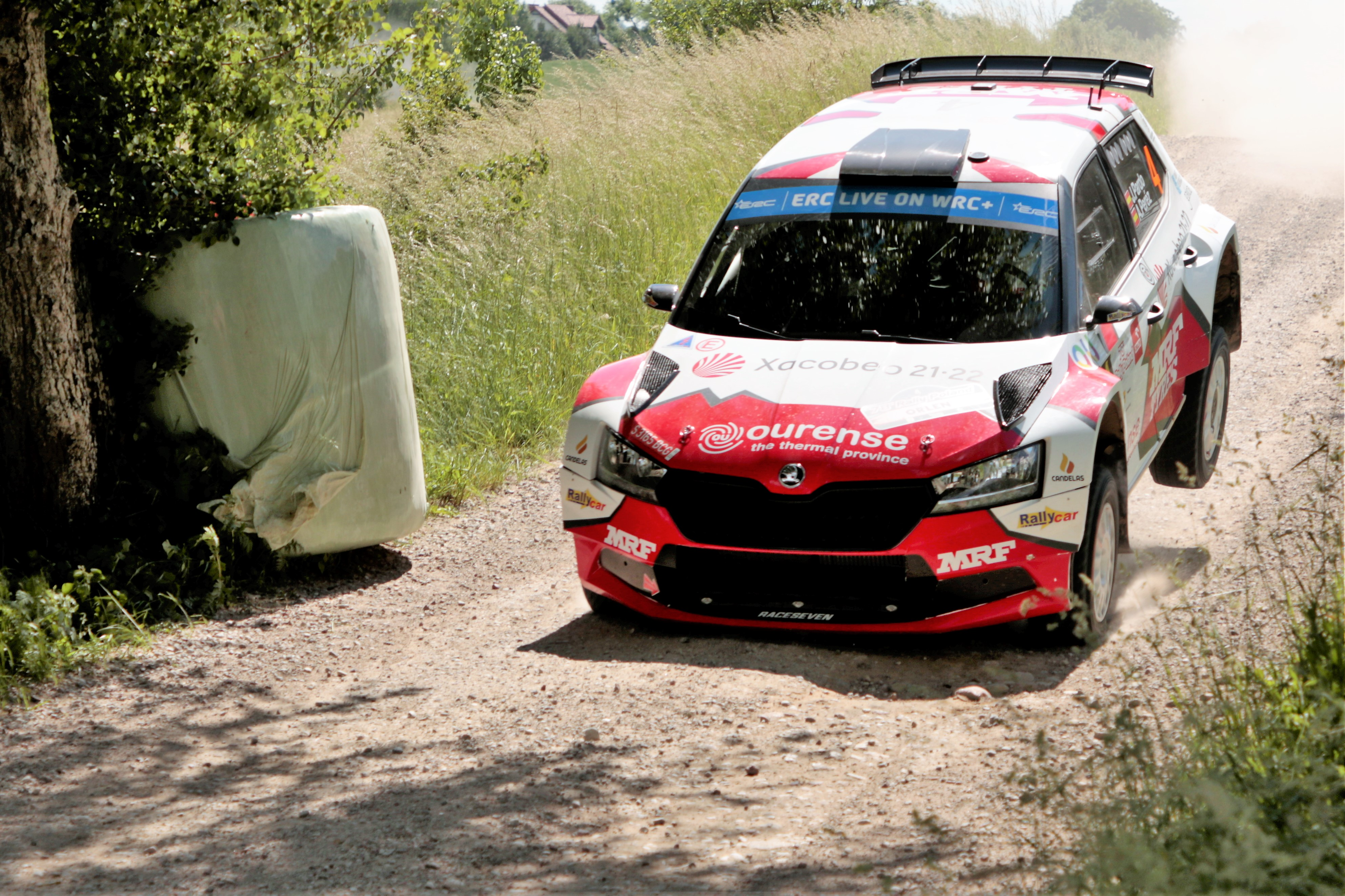
Pardo durante el Rally de Polonia de 2022, año en que lograría el subcampeonato europeo.

Tras la retirada de Suzuki de la competición Pardo acude al campeonato europeo con el apoyo de MRF Tyres y a los mandos de un Škoda Fabia Rally2 evo donde logra el subcampeonato y un tercer puesto en Cataluña como mejor resultado.
En 2023 se centra en el S-CER luego de no lograr el presupuesto para competir en el europeo. Lo hace con un Hyundai i20 N Rally2 con el que arranca la temporada con un quinto puesto en Sierra Morena y luego logra su primera victoria absoluta en Lorca.

## Palmarés
- Campeón de España Júnior Asfalto (2017 y 2018)
- Campeón de España Júnior Tierra (2016, 2018 y 2019)
- Campeón de España 2RM Tierra. (2016)
- Campeón de España 2RM Asfalto. (2017)
- Subampeón de España Tierra. (2018 y 2019)
- Campeón categoría R4 España. (2020)
- Campeón de Europa categoría ERC2 (2021)
- Subcampeón de Europa (2022)

### Campeonato de Europa
| Año  | Equipo               | Automóvil              | 1      | 2      | 3      | 4     | 5      | 6      | 7      | 8      | Posi. | Puntos |
| ---- | -------------------- | ---------------------- | ------ | ------ | ------ | ----- | ------ | ------ | ------ | ------ | ----- | ------ |
| 2021 | Suzuki Motor Ibérica | Suzuki Swift R4LLY S   | POL 23 | LAT    | ITA 26 | ZLI   | AZO 10 | FAF 16 | HUN 17 | ESP 23 | 41º   | 7      |
| 2022 | Team MRF Tyres       | Škoda Fabia Rally2 evo | POR 4  | AZO 13 | CAN 7  | POL 9 | LAT 8  | ITA 7  | CZE 10 | CAT 3  | 2º    | 99     |

### S-CER
| Año  | Equipo                | Automóvil              | 1     | 2     | 3       | 4     | 5      | 6       | 7     | 8       | 9   | 10  | 11  | 12     | 13  | Posi. | Puntos |
| ---- | --------------------- | ---------------------- | ----- | ----- | ------- | ----- | ------ | ------- | ----- | ------- | --- | --- | --- | ------ | --- | ----- | ------ |
| 2019 | Escudería Ourense     | Škoda Fabia R5         | LOR 2 | CAN   | TDA 3   |       | AST 3  |         | GRA 2 | MAD Ret |     |     |     |        |     | 4.º   | 19     |
| 2019 | Suzuki Motor Ibérica  | Suzuki Swift Sport R+  |       |       |         | OUR 3 |        | PDA Ret |       |         |     |     |     |        |     | 4.º   | 19     |
| 2020 | Suzuki Motor Ibérica  | Suzuki Swift R4LLY S   | LOR   | FER 3 |         | NUC 5 | MAD    | CAN 5   |       |         |     |     |     |        |     | 7º    | 40     |
| 2020 | Escudería Ourense     | Ford Fiesta Rally4     |       |       | TDA Ret |       |        |         |       |         |     |     |     |        |     | 7º    | 40     |
| 2021 | Suzuki Motor Ibérica  | Suzuki Swift R4LLY S   | SMO 3 | LOR   | ADE     | TDA   |        | FER 4   | PDA   | LLA     | MAD | POZ | MED | CAN 11 | LEO | NC    | 66     |
| 2021 | Suzuki Motor Ibérica  | Suzuki Swift Sport MK6 |       |       |         |       | OUR 18 |         |       |         |     |     |     |        |     | NC    | 66     |
| 2023 | Team MRF Tyres        | Hyundai i20 N Rally2   | SMO 5 |       |         |       |        |         |       |         |     |     |     |        |     | 4º    | 86     |
| 2023 | MRF Tyres Dealer Team | Hyundai i20 N Rally2   |       | LOR 1 | CAN Ret | OUR 4 | PDA    | LLA     | CAT   | MED     | POZ |     |     |        |     | 4º    | 86     |

### CERT
| Año  | Equipo               | Automóvil               | 1      | 2       | 3       | 4       | 5      | 6       | 7      | 8     | Posi. | Puntos |
| ---- | -------------------- | ----------------------- | ------ | ------- | ------- | ------- | ------ | ------- | ------ | ----- | ----- | ------ |
| 2015 | Escudería Ourense    | Fiat Punto HGT          | LOR 24 |         |         |         |        |         |        |       | 57.º  | 5      |
| 2015 | Escudería Ourense    | Toyota Aygo             |        | NAV Ret | GAL Ret | BIE Ret | CER 28 | EXT Ret | MAL 16 |       | 57.º  | 5      |
| 2016 | Escudería Ourense    | Peugeot 208 R2          | LOR 16 | NAV 8   | GAL 9   | BIE 7   | CER 9  | EXT 12  | CTG    | POZ   | 7º    | 101    |
| 2018 | Escudería Ourense    | Mitsubishi Lancer Evo X | LOR 14 |         |         |         |        |         |        |       | 2º    | 165    |
| 2018 | Suzuki Motor Ibérica | Suzuki Swift R+         |        | POZ 3   | VOL 6   | TDA 7   | CER 5  | NAV 4   | GRA 6  | MAD 7 | 2º    | 165    |
| 2019 | Escudería Ourense    | Škoda Fabia R5          | LOR 2  | POZ Ret |         | TDA 4   | AST 3  | GRA 2   | VOL    |       | 2º    | 138    |
| 2019 | Escudería Ourense    | Suzuki Swift Sport R+   |        |         | NAV 9   |         |        |         |        |       | 2º    | 138    |

### CERA
| Año  | Equipo                    | Automóvil             | 1       | 2       | 3       | 4      | 5       | 6      | 7       | 8      | 9      | 10      | 11      | Pos. | Puntos |
| ---- | ------------------------- | --------------------- | ------- | ------- | ------- | ------ | ------- | ------ | ------- | ------ | ------ | ------- | ------- | ---- | ------ |
| 2016 | Escudería Ourense         | Peugeot 208 R2        | CNR     | ADE     | SMO     | FER 32 | CAN     | OUR 18 | PDA 16  | LLA 14 | MED 10 | MAD Ret |         | 25º  | 29     |
| 2017 | Escudería Ourense         | Peugeot 208 R2        | SMO 12  | CAN Ret | ADE Ret | OUR 10 | FER 8   | PDA 7  | LLA 11  | CAN 5  | MED 7  | MAD 10  |         | 7º   | 126,6  |
| 2018 | Suzuki Motor Ibérica      | Suzuki Swift R+ N5    | COC 4   | SMO 5   | CAN 9   | ADE 7  | OUR Ret | FER 6  | PDA Ret | LLA 5  | CAN 6  | MED Ret | MAD 19  | 6º   | 136    |
| 2019 | Suzuki Motor Ibérica      | Suzuki Swift Sport R+ | SMO Ret | CAN     | ADE 6   | OUR 4  | COC 3   | FER    | PDA Ret | LLA 4  | CAN 4  | MED 5   | MAD Ret | 5º   | 148    |
| 2020 | Suzuki Ibérica Motorsport | Suzuki Swift R4lly S  | OUR 6   | FER 6   | PDA 7   | MED 7  | CAN 11  |        |         |        |        |         |         | 5º   | 80     |